# Lipararchis aspilus
Lipararchis aspilus là một loài bướm đêm trong họ Crambidae.